# 朱齢石
朱齢石（しゅ れいせき、379年 - 418年）は、東晋末の軍人。後蜀を平定したことで知られる。字は伯児。本貫は沛国沛県。

## 経歴
朱綽の子として生まれた。朱綽は桓沖に仕えて参車騎軍事・西陽広平二郡太守となり、桓沖が死去すると、朱綽は血を吐いて亡くなった。桓沖の諸子たちは齢石を兄弟のように遇した。齢石は若くして武事を好み、軽佻浮薄な性格であった。齢石は母の兄弟の蒋氏（名は不明）の寝所で蒋氏の枕に切り紙を貼り、刀子を投げて百発百中の腕を示した。後に蒋氏は眠っていたところ頭の瘤を齢石に裂かれて死んだ。
はじめ殿中将軍の号を受け、桓修兄弟に従って、桓修の下で撫軍参軍となった。元興3年（404年）、劉裕が桓玄を討って建康に入ると、齢石はその下で建武参軍となった。劉裕に従って江乗に向かったが、戦いを前にして「代々桓氏の厚恩を受けてきたので、刃を向けること忍びなく、軍の後ろにつくことをお許し願いたい」と言上すると、劉裕はこれを許した。桓玄の乱が平定されると、齢石は鎮軍参軍となり、武康県令に転じ、寧遠将軍の号を加えられた。武康県の姚係祖が反乱を起こし、郡県はかれを討伐できないでいたが、齢石が武康県に赴任すると、偽って姚係祖を参軍として召した。姚係祖はおのれの徒党の強盛をたのんで召しに応じ、齢石が開いた宴会の席で斬られた。
齢石は劉裕に召されて参軍となり、徐州主簿に任じられ、尚書都官郎に転じた。まもなく再び参軍となった。義熙5年（409年）、劉裕が南燕を討つと、齢石は事件に連座して免官された。義熙6年（410年）、南燕が平定されると、齢石はまた参軍となった。盧循が石頭まで進軍してくると、齢石は中軍を兼ねた。盧循が精鋭数千人を長江南岸に布陣させると、齢石は劉裕の命を受けて鮮卑の歩兵を率いて、江を渡って盧循の軍を攻撃した。齢石の兵が奮戦して数百人を殺害すると、盧循は撤退した。盧循の乱が平定されると、齢石は寧遠将軍・寧蛮護軍・西陽郡太守となった。義熙8年（412年）、劉裕が劉毅を討つと、齢石は従軍して江陵に入った。12月、建威将軍の号を受けた。
義熙9年（413年）、後蜀を討つよう命じられて、元帥となり、益州刺史に任じられ、臧熹・蒯恩・劉鍾・朱林ら2万人を率いて江陵から出発した。まもなく持節・益州諸軍事を加えられた。齢石が白帝城に入ると、後蜀の大将の譙道福が重装備の兵を率いて涪城を守り、後蜀の秦州刺史の侯輝や蜀郡太守の譙詵らが1万人あまりを率いて彭模に駐屯し、長江にまたがって防塞を築いていた。6月、齢石は彭模に進軍した。齢石は劉鍾の意見を容れて短期決戦を決意し、兵力の多い長江北岸の城塞を攻撃することを決定した。7月、齢石は劉鍾・蒯恩らを率いて北岸の城塞を攻撃し、朝に戦いを開始して日暮れには城塞の楼櫓を焼き、侯輝・譙詵を斬った。軍を転回してすぐさま南岸の城も攻略した。臧熹が広漢に進軍して病没した。朱林が広漢に進軍して譙道福を撃破し、別軍が水軍で牛鞞城を落として、後蜀の大将の譙撫之を斬った。譙縦は各所での敗報を聞いて涪城に逃亡したが、巴西郡の王志に斬られた。後蜀の尚書令の馬耽が成都の府庫を封印して晋軍の到着を待った。譙道福は譙縦が逃亡したことを聞いて獠中に逃れたが、巴西郡の民の杜瑤に捕縛されて齢石のもとに送られ、軍門で斬られた。桓謙の弟の桓恬が後蜀の寧蜀郡太守となっていたが、かれもやはり斬られた。齢石は司馬の沈叔任を派遣して涪城を守らせた。侯産徳が反乱を起こして涪城を攻撃すると、沈叔任は侯産徳を撃破して斬った。齢石は輔国将軍の号を受けた。まもなく監益州之巴西梓潼宕渠南漢中秦州之安固懐寧六郡諸軍事に進んだ。
義熙11年（415年）、後蜀を平定した功績により、豊城県侯に封じられた。召還されて太尉諮議参軍となり、冠軍将軍の号を加えられた。義熙12年（416年）、劉裕が北伐の軍を起こすと、齢石は左将軍の号を受け、建康の宮殿や官省を守り、劉穆之の信任を受けて補佐した。
義熙14年（418年）、劉裕が彭城に凱旋すると、齢石は相国右司馬となった。桂陽公劉義真に召されて、持節・都督関中諸軍事・右将軍・雍州刺史に任じられた。11月、夏の赫連勃勃が関中に侵攻してくると、劉義真は関中を守ることができず、齢石は長安の宮殿に火を放って潼関に逃れた。王敬先の守る曹公塁に入ったが、夏軍に水の手を切られて、兵は渇きに苦しみ、城は陥落した。齢石と王敬先は夏軍に捕らえられて長安に送られ、殺害された。享年は40。
子の朱景符が後を嗣いだ。

## 伝記資料
- 『宋書』巻48 列伝第8
- 『南史』巻16 列伝第6